# Lengyelország az utolsó Piastok és az Anjouk korában (1320–86)
A III. (Ferdeszájú) Boleszláv 1138-as végrendelete eredménye a területi széttagoltság volt. Kezdetben az állam 4 részre oszlott, de hamarosan mindegyik tartomány további részekre osztódott. A 13. század végén a lengyel földek II. Vencel cseh király hatalma alá kerültek, aki 1300-ban Lengyelország királyává koronáztatta magát. Az egyetlen terület Vencel hatalmán kívül Mazóvia és Kujávia volt. Łokietek Ulászló kujáviai fejedelem következetes törekvései a csehek kiűzéséhez és az ország egyesítéséhez vezettek. 1320-ban Ulászló lengyel királlyá koronáztatta magát.

## Az utolsó Piastok

### Łokietek Ulászló

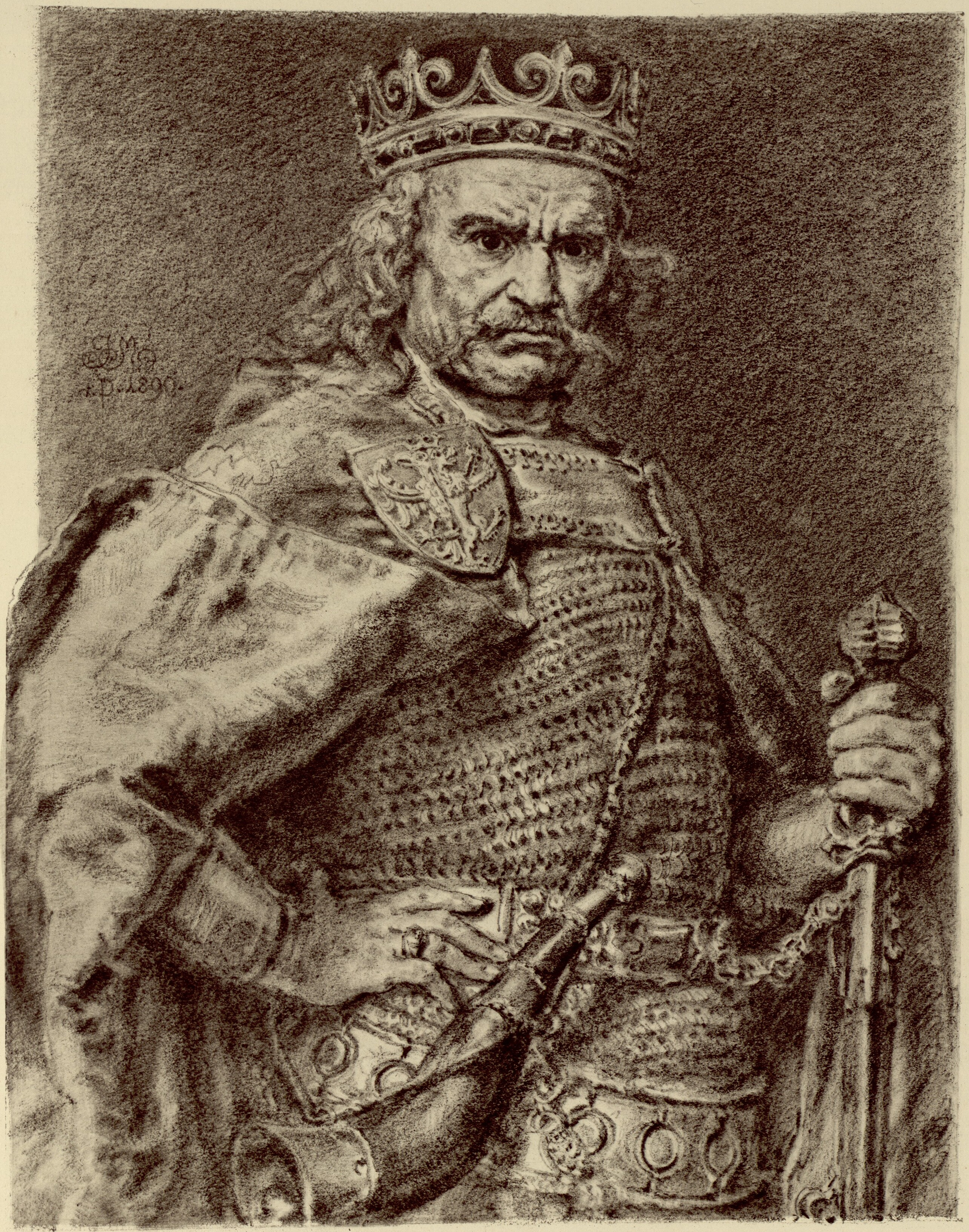
Łokietek Ulászló

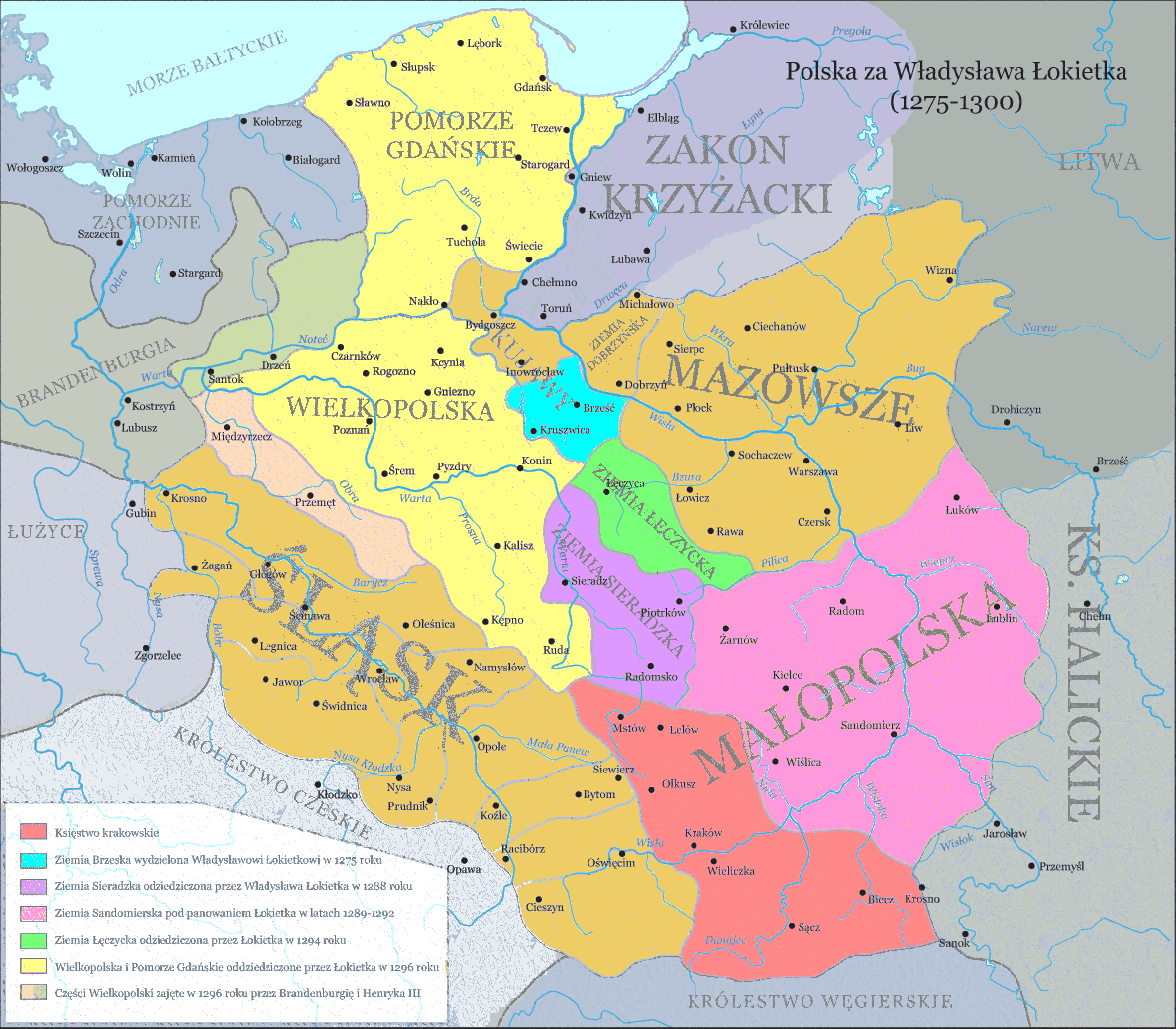
Lengyelország a 13. század végén

I. Łokietek Ulászló államát három oldalról körülvették az ellenségei: Csehország, Brandenburg és a Német Lovagrend állama. Az egyetlen szövetségese Magyarország volt, amelynek a királya, Károly Róbert, feleségül vette Erzsébetet, Łokietek lányát.
1323-ban Łokietek és Károly Róbert megszervezték a hadjáratot Halicsi Oroszországra (Vörösoroszországra). Miután az utolsó, Rurik-dinasztiából származó Halics fejedelmei merényletben meghaltak, a két király segített legközelebbi rokonuknak, II. Boleszláv Györgynek megszerezni a trónt. II. Boleszláv György I. Trojden mazóviai fejedelem fia és Mazóviai Konrád dédunokája volt. Ez a hadjárat megnövelte a lengyel befolyást Halicsban, ami révén később Łokietek utódja át tudta venni ezt a tartományt.
Łokietek egy további szövetségese 1325-től kezdve Gediminas litván fejedelem lett, akinek a lánya, Aldona férjhez ment Kázmérhez, Ulászló fiához. A szövetség eredménye a közös hadjárat Brandenburg ellen (1326) volt.
Łokieteknek a legnagyobb gondot a Német Lovagrend állama okozta. Ezt a rendet Mazóviai Konrád fejedelem hívta meg 1226-ban, hogy a porosz törzseket kereszténységre terítse, de valójában azért, hogy védje őt a poroszoktól, akik gyakran támadták Mazóviát. A Lovagrend letelepedett Chełmnoi Földön, a Visztula kanyarban, Toruńtól északra. Hamarosan kiderült, hogy a Lovagrend több problémát okoz, mint amennyit megold: egy meghamisított dokumentum alapján a Lovagrend ezt a tartományt a tulajdonának tekintette, nem Konrádtól kapott hűbérbirtoknak – ezt II. Frigyes német-római császár is támogatta. A 13. század végéig a Lovagrend meghódította egész Poroszországot (azaz a mai Mazuri-tavakat és Kalinyingrádi területet) és megszervezett ott egy ügyesen igazgatott államot. A 13. század közepétől kezdve támadta a Litván Nagyfejedelemséget, 1308-ban pedig Brandenburggal egyetértésben megrohanta Gdańskot (amelynek lemészárolta lakóit) és elfoglalta Kelet-Pomerániát. Ezután megtámadta Kujáviát és Nagy-Lengyelországot: 1331-ben zajlott le a nagy és eldöntetlen Płowcei csata, amelyben a Lovagrendnek a csehek segítettek Luxemburgi János királlyal az élen. A pápai bíróságok a lengyelek javára döntöttek – pl. Varsóban 1339-ben (Lengyelország jövendő fővárosa ekkor jelenik meg először krónikákban) –, ennek ellenére a Lovagrend az elkövetkezendő 100 évben nem vonult vissza Kelet-Pomerániából.
Łokietek Ulászló meghalt 1333-ban. Utódja a fia lett, III. (Nagy) Kázmér. Łokietek egységes államot és közigazgatást, valamint tele kincstárat hagyott rá.

### III. Kázmér

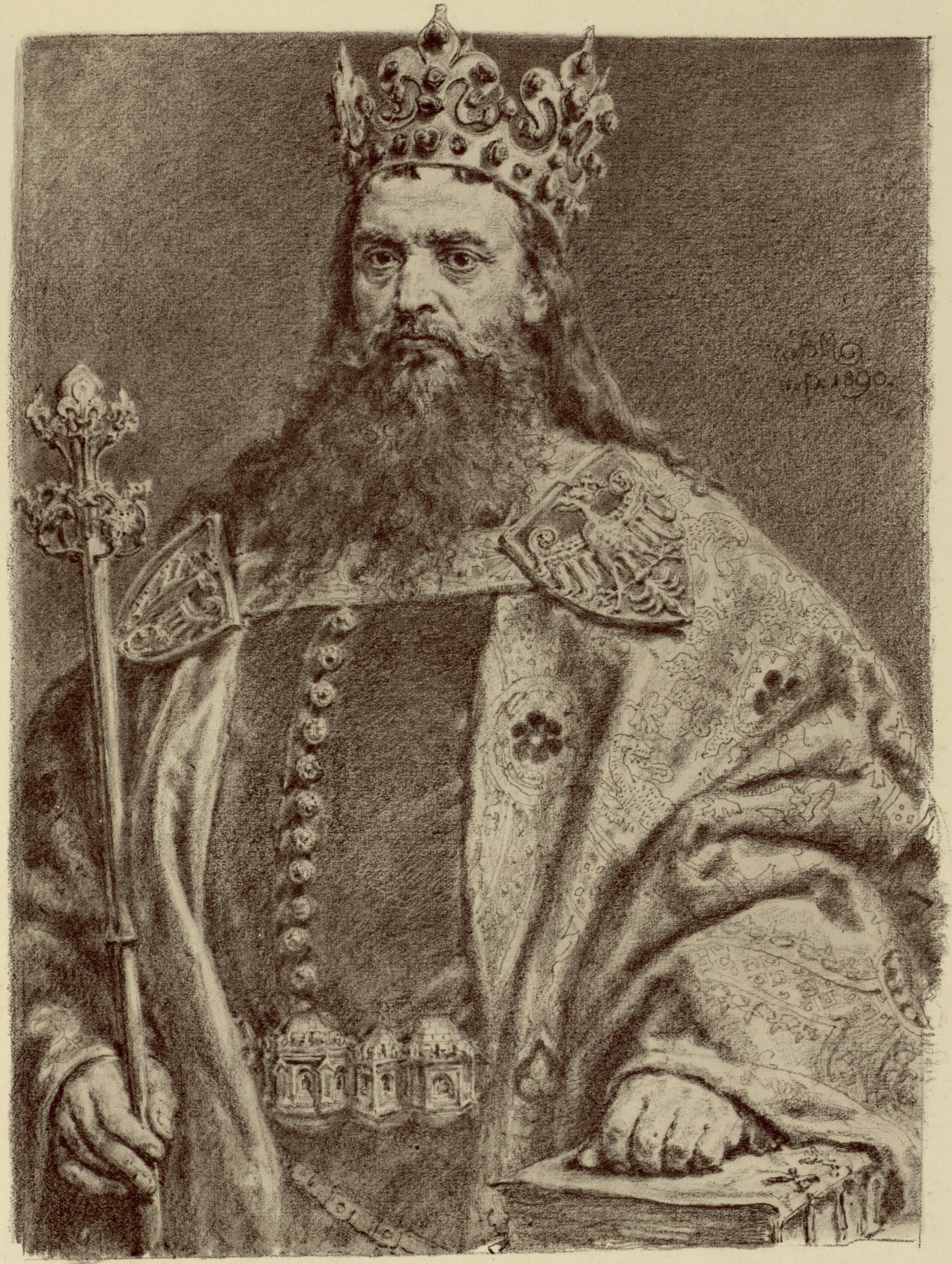
III. Nagy Kázmér

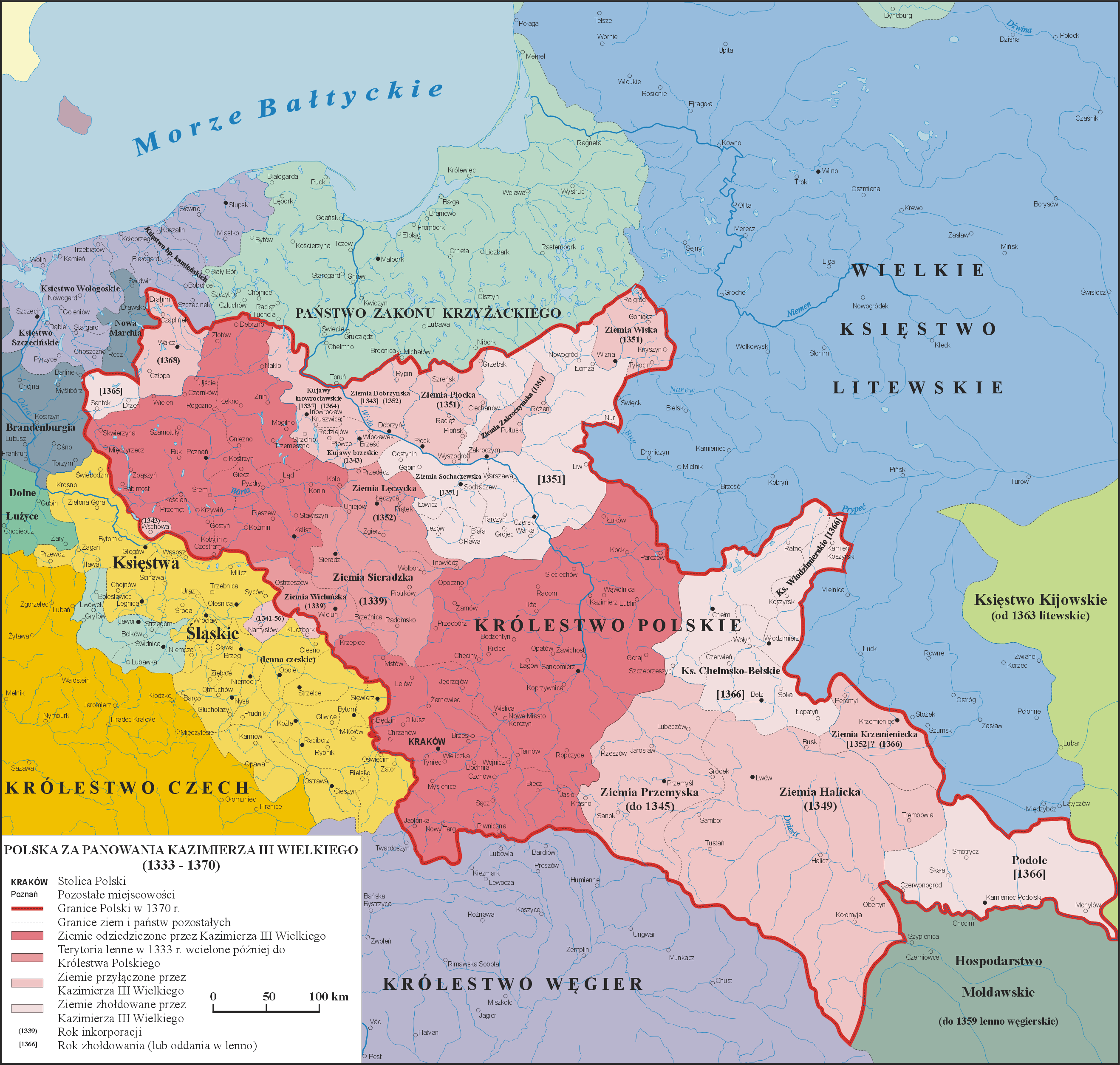
Lengyelország 1370-ben

Az új király nemzetközi helyzete nagyon nehéz volt – jogilag háborút viselt Csehország ellen, a Lovagrenddel folyamatos vitában állt, a mazóviai és brandenburgi fejedelmek nem nagyon kedvelték (bár összecsapások nem voltak), a szövetség Litvániával kínos volt, mert ez még pogány ország volt, a gyenge Halicsi Oroszország segítségére nem lehetett számítani. Az egyetlen biztos szövetség Magyarországgal volt. A probléma Luxemburgi János cseh királlyal megoldódott azzal, hogy János belekeveredett a harcba a német koronáért. A cseh királyt az fenyegette, hogy az ellene harcoló Habsburgok és Wittelsbachok szövetséget kötnek Kázmérral. János emiatt békét kötött Kázmérral Visegrádon (1338): János lemondott a lengyel koronára való jogáról, Kázmérnek pedig fizetnie kellett egy óriási összeget, 1,2 millió prágai garast (kb. 4 tonna ezüst), valamint le kellett mondania Sziléziáról (ez a tartomány csak 1945-ben került vissza Lengyelországhoz).
A Német Lovagrenddel való vita formálisan lezárult 1343-ban a kaliszi békében, amelynek értelmében Kázmér lemondott Keleti Pomerániáról, cserébe pedig megkapta Kujáviát és anyagi kártalanítást is kapnia kellett volna, ezt azonban a Lovagrend nem fizette ki. A Lovagrend azonban továbbra is szervezett hadjáratokat határmenti területekre.
Mivel Kázmérnek nem voltak (törvényes) fiai, a király megígérte Károly Róbertnek, hogy ha halálakor is ez lesz a helyzet, a lengyel trónt Károly utódainak engedik át. Cserébe a magyar királyok lemondtak Halicsi Oroszországra (Vörösoroszországra) való jogukról. Ha Kázmérnak mégis fia születne, Magyarország királyai megvásárolhatnák az Oroszországra való jogokat.
1340-ben mérgezés következtében meghalt II. Boleszláv György, Halicsi Oroszország fejedelme (I. Trojden mazóviai fejedelem fia és Mazóviai Konrád dédunokája). A következő 9 év alatt Kázmér és Károly Róbert felváltva szerveztek hadjáratokat Halicsi Oroszországba, hogy megvédjék a litvánoktól és a tatároktól (Arany Horda). Kázmér 1359-ben véglegesen elfoglalta Halicsi Oroszországot. A litvánok bosszúból betörtek Mazóviába, még az északi Kis-Lengyelországba is, majd Halicsi Oroszországba. Kázmér kénytelen volt átadni nekik Halicsi Oroszország északi részét (Wołyń) és 1356-ban békét kötött velük.
Kázmér támogatta a lengyel városok fejlődését, azok pedig élénk kapcsolatokat építettek ki az északi-tengeri Hansa-városokkal. Kővárakat épített. 1364-ben megalapították a krakkói egyetemet, feltehetően annak következményeként, hogy Kázmér igyekezte magát jól képzett szakemberekkel, politikusokkal és diplomatákkal körülvenni. Nagy Kázmér próbálta Krakkót gazdasági centrummá fejleszteni. Bevezette az egész Lengyelországra érvényes garast (grosz). Az ő nevéhez fűződik a szokásjogok jogrendbe gyűjtése is.
III. Nagy Kázmér meghalt 1370 novemberében, fiai nem voltak. Amikor átvette a hatalmat, Lengyelország másodrendű helyzetet foglalt a nemzetközi politikában, de uralkodása alatt fokozatosan erős politikai hatalommá alakult. Az állam területe majdnem háromszorosára növekedett.
III. Kázmér volt a Piast-dinasztia utolsó királya Lengyelországban, de a Piastok a különböző lengyel hercegségek élén továbbra is megőrizték a hatalmukat (az utolsó mazóviai Piastok 1526-ban, a sziléziaiak – legnicaiak – 1675-ben haltak ki).

## Magyar Anjouk

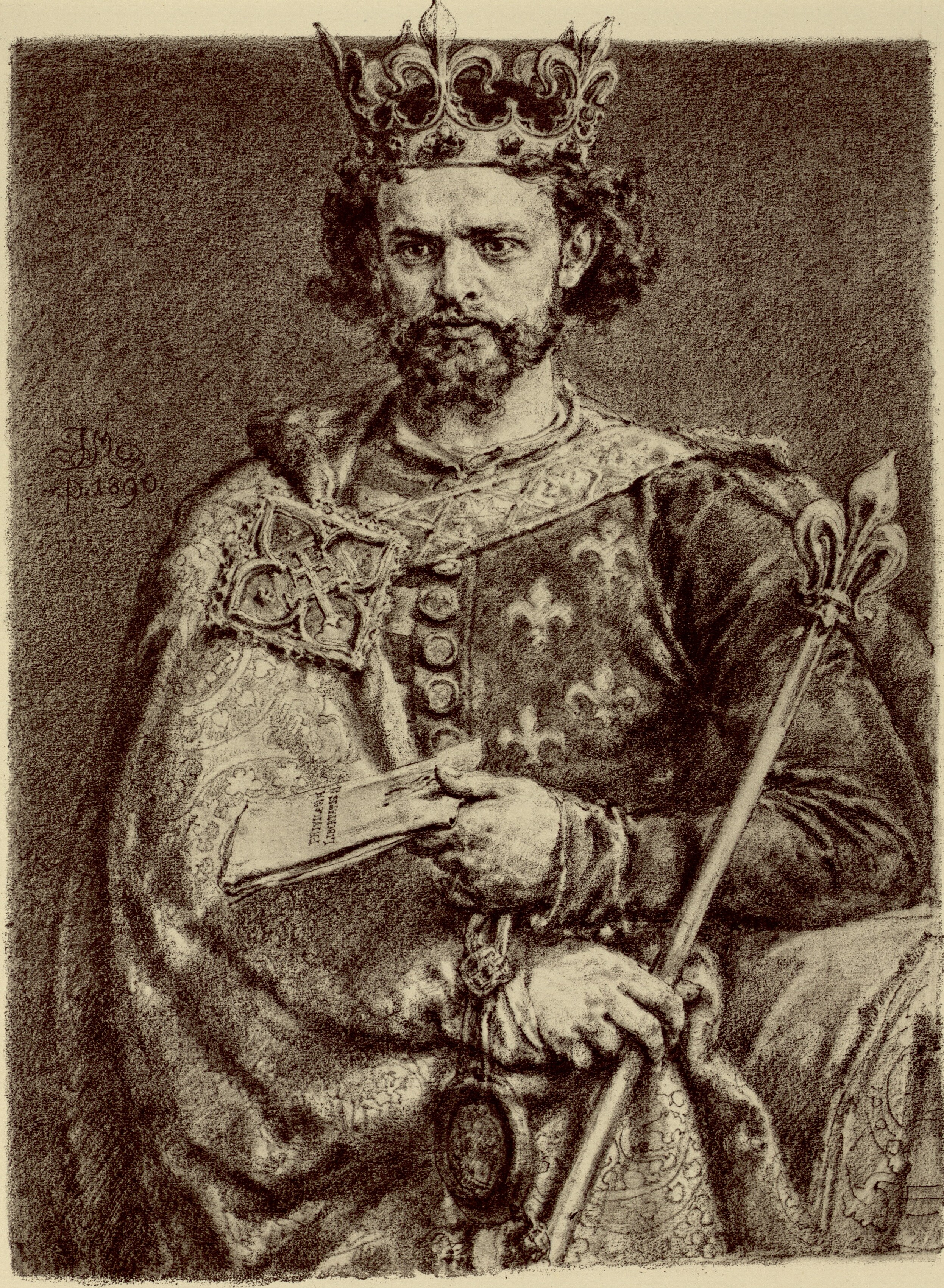
Anjou Lajos Jan Matejko képén

Hedvig királyné Jan Matejko képen

A Nagy Kázmér és Károly Róbert között megkötött szerződések értelmében Kázmér halála után Krakkóba érkezett Károly fia, Lajos (Lengyelországban Ludwik Węgierskinek, azaz Magyar Lajosnak hívják), aki 1342-től Magyarország királya volt, és lengyel királlyá koronáztatta magát. Ezután visszatért Magyarországra, Lengyelországban pedig régensei kormányoztak (többiek között az édesanyja, Łokietek Erzsébet, Łokietek lánya). Egy fontos esemény az uralkodása alatt az ún. kassai privilégium volt (1374), eszerint a lengyel trónt Lajos lánya örökölhette, cserébe pedig a király jelentősen csökkentette a földadót.
Lajos meghalt 1382 szeptemberében. Lengyelországban nem tartják akkora tiszteletben, mint Magyarországon, bár jól igazgatta az államot. Igaz, hogy a kassai kiváltság értelmében csökkentette a földadót, de nagyon ügyesen behajtotta – kiderült, hogy valóban a köznemeseknek nem kevesebbet, hanem többet kellett fizetniuk mint előtte. Az államkincstár megtelt, a királyi rendőrség jól őrizte a közbiztonságot az utakon. A nemesek azonban nem nagyon kedvelték Lajost (különösen Nagy-Lengyelországban), mert élt még sok Piast, aki elfoglalhatta volna a lengyel trónt – mindenekelőtt IV. Ziemowit mazóviai fejedelem. Rossz néven vették azt is, hogy Lajos olyan erősen ragaszkodott a lánya trónutódlási joga elismerésére – a nemesség majdnem eretnekségnek tartotta az ötletet, hogy egy nő uralkodjon.

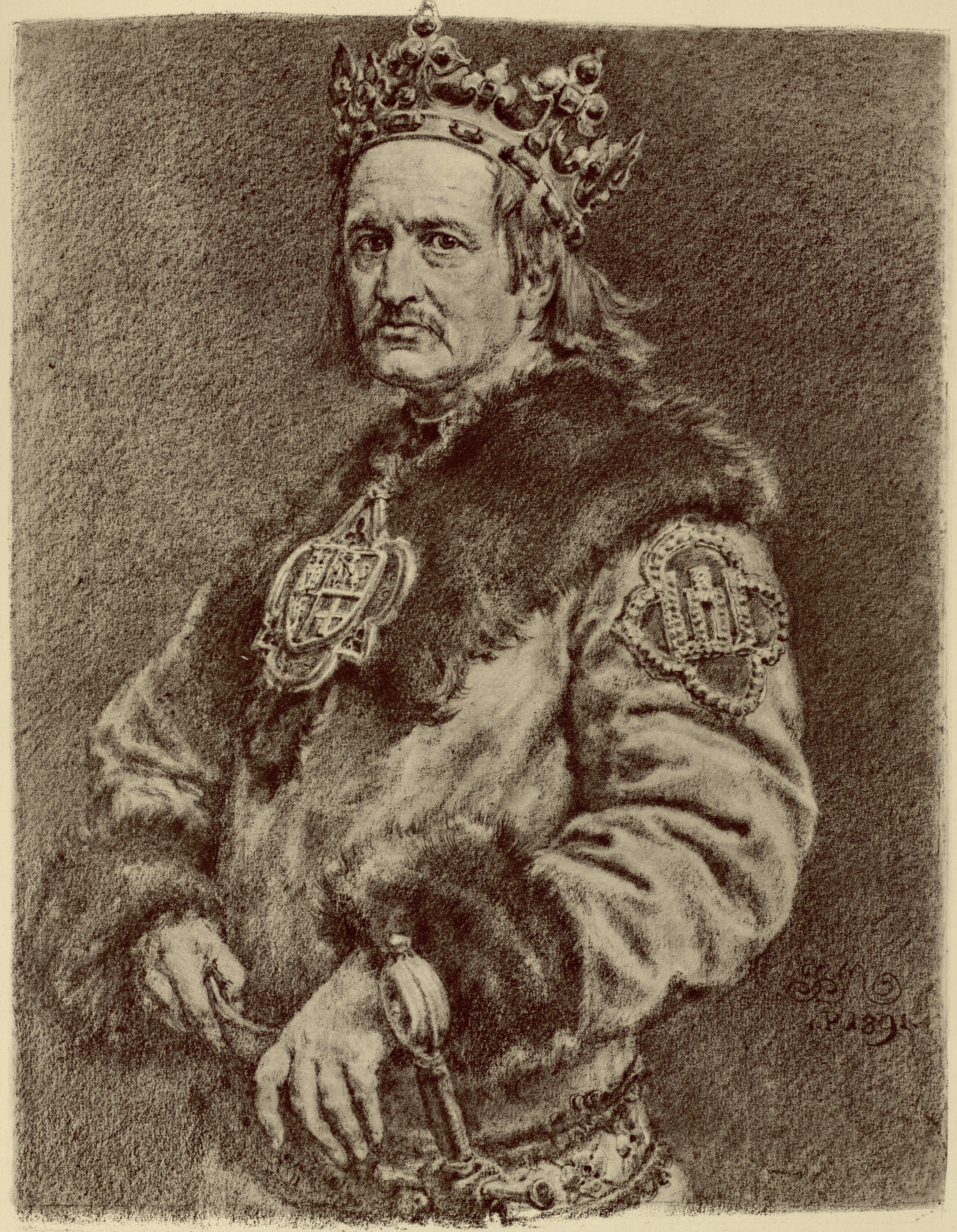
Jagelló Ulászló

Lajos halála után a trón kezdetben üres volt. A magyar főurak gondolkodtak, hogy a hatalmat Hedvignek vagy Máriának kell-e adniuk, időközben pedig egy másik trónkövetelő is megjelent – IV. Ziemowit mazóviai fejedelem (Mazóviai Konrád szépunokája). Végül 1384 októberében Hedviget koronázták királlyá (nem királynővé!). Hedvig (Jadwiga) azonban ekkor csak tízéves volt, ezért az ő nevében az édesanyja, Kotromanić Erzsébet kormányzott (Lengyelországban – Elżbieta Bośniaczka, Boszniai Erzsébet). A főurak és anyja azonnal elkezdtek férjet keresni neki – ennek érdekében Litvániához fordultak. A litván fejedelemmel kötött házasság biztosíthatta Lengyelország keleti és északi határát; maga Litvánia erősödött a Jagelló fejedelem uralkodása alatt (1377-től), így az unió megerősítené Lengyelországot is. Litvánia pogánysága problémát jelentett Lengyelországnak, ezért a lengyelek lépéseket tettek Litvánia keresztény hitre térítése felé. Jagelló kötelezte magát, hogy megkeresztelkedik – ez 1386 februárjában megtörtént. A keresztelésen felvette a Władysław (Ulászló) nevet. Március 4-én koronáztatta magát lengyel királlyá. Így jött létre a lengyel–litván perszonálunió, amelynek a fő központja Krakkó lett.